# Edith Zitz
Edith Zitz (* 25. Mai 1965 in Salzburg) ist eine österreichische Erwachsenenbildnerin und Moderatorin. Sie war von 1995 bis 2010 Abgeordnete zum Landtag Steiermark.

## Leben und Tätigkeiten
Zitz studierte Anglistik, Geschichte- und Rechtswissenschaften an der Universität Graz und am Montclair State College in den USA. Es folgten Lehrtätigkeiten an der Universität für Bodenkultur in Managua (Nicaragua), der Universität Graz, und an der PH Steiermark. 1990 begründete sie das Klimabündnis Österreich mit und war von 1990 bis 1996 für die Koordination des Klimabündnis Steiermark zuständig. Zitz arbeitete beim Verein Südwind (vormals Österreichischer Informationsdienst für Entwicklungspolitik) sowie an der Sozialakademie. Von 1995 bis 2010 vertrat Zitz die Grünen im Landtag Steiermark. Im Grünen Landtagsklub war Zitz Bereichsprecherin für die Themen Verfassung und Verwaltung, Soziales, Umwelt, Generationen, Kultur, Gender und gesellschaftliche Vielfalt sowie EU.
Nach ihrer politischen Tätigkeit legt Zitz ihren beruflichen Fokus auf gesellschaftliche Teilhabe, Arbeit, Wirtschaft und Gesundheitsförderung. Ihre speziellen Interessen sind selbstbestimmt Altern, community education sowie die faire Gestaltung des öffentlichen Raums. Sie engagiert sich in transdisziplinär ausgelegten Projekten – konkret in der Verknüpfung von gesellschaftlicher Vielfalt, Nachhaltigkeit und sozialer Gerechtigkeit. Sie ist aktiv in frauenpolitischen Bewegungen.
Sie ist Geschäftsführerin der gemeinnützigen Vereins inspire – Bildung und Beteiligung.

## Auszeichnungen
- 2016: Großes Goldenes Ehrenzeichen des Landes Steiermarks[4]